# Регионални просторни план
Регионални просторни план је плански документ који спада у инструменте просторног планирања на основу кога се одређују смернице за организацију, уређење и коришћење простора на регионалном нивоу. Регионални просторни планови се односе на просторне јединице које су по просторном обухвату мање од државног (националног), а веће од општинског (локалног) нивоа.

## Регионални просторни планови у Србији
Регионални просторни план у Србији доноси се за територију аутономне покрајине, за подручје града Београда или за један или више управних округа. Регионални просторни планови садрже текстуални и графички део.
Текстуални део има следећу садржину:
1. Полазне основе
  - опис граница подручја регионалног плана
  - извод из планова вишег реда и планова суседних подручја
  - скраћени приказ постојећег стања
  - ограничења и потенцијали подручја регионалног просторног плана
2. Визија, принципи и циљеви регионалног развоја
  - визија и принципи регионалног развоја
  - општи и посебни циљеви
3. Планска решења 
  - коришћење, уређење и заштита природних система и ресурса
  - просторни развој и размештај становништва, насеља и јавних служби
  - просторни развој и размештај привредних делатности
  - просторни развој, размештај и коришћење инфраструктуре
  - заштита животне средине, предела, природних и културних добара
  - интеррегионалне и интрарегионалне везе, прекогранична сарадња
4. Имплементација регионалног просторног плана
  - подстицање регионалног развоја и равномерног територијалног развоја
  - смернице за израду планских докумената и друге развојне документације за подручје плана
  - приоритетни стратешки пројекти

Графички део регионалног просторног плана садржи 3 рефералне карте у размери 1:50 000 или 1:100 000, а изузетно у размери 1:200 000. То су:
- намена простора
- мрежа насеља, функција, јавних служби и инфраструктурних система
- природни ресурси и рурална подручја, заштита животне средине и природних и културних добара

Регионални просторни планови се обично раде за период од 10 година. Након усвајања регионалног просторног плана предвиђена је израда Програма имплементације регионалног просторног плана као документа који треба да обезбеди оптимално остваривање планских решења. Програм имплементације се ради за период од пет година тако да уколико је плански хоризонт десет година то подразумева израду два програма имплементације.

## Просторно-плански документи на регионалном нивоу - историјат и примери из других држава
Просторно планирање на регионалном нивоу је добило на значају тридесетих година 20. века у време Велике економске кризе. Један од првих примера просторног планирања на регионалном нивоу је уређење слива реке Тенеси. У бившој Југославији је већи значај регионалном нивоу просторног планирања придат на Првом конгресу Савеза друштава урбаниста Југославије 1957. године. Први регионални просторни план у бившој Југославији урађен је за котар Крапине у Хрватској, а у Србији за део Дунава од Београда до бугарске границе претходно изградњи хидроелектране Ђердап.
Просторни планови на регионалном нивоу представљају значајан ниво просторног планирања и односе се на административне или функционалне регионе. У Холандији се просторни планови на регионалном нивоу израђују за 12 административних провинција. У Француској се израђују шеме територијалне кохерентности које представљају просторне планове за функционалне регионе. У Хрватској се на регионалном нивоу израђују просторни планови жупанија.
У Србији је територија Републике по први пут у потпуности покривена просторним плановима на регионалном нивоу 2015. године. На територији Србије се налази 10 просторних планова на регионалном нивоу:
- 7 које је усвојила Влада Републике Србије (фукционални региони који обухватају од 2 до 4 управна округа на теориторији централне Србије)[7],
- 1 који је усвојила Скупштина АП Војводине[8],
- 1 који је усвојила Скупштина Града Београда[9],
- 1 који је усвојила Скупштина Косова[10].